# 声にならないほどに愛しい
「声にならないほどに愛しい」（こえにならないほどにいとしい）は、1993年1月8日にZAIN RECORDSから発売されたMANISHの2枚目のシングル。

## 内容
- WANDSのボーカル・上杉昇（当時）が作詞を担当したことから、WANDSとしてもセルフカバー曲としてシングル「時の扉」C/W、アルバムLittle Bit…に収録。一部歌い回しが変わっている。アウトロは原曲と比べて長めになっている。
- 発売日当日、1993年1月8日のテレビ朝日系『ミュージックステーション』では、作曲の織田哲郎、作詞の上杉が所属するWANDSと共に出演[1]。編曲の明石昌夫(ベース)、PAMELAHの小澤正澄(ギター)がサポートメンバーとして参加。
- WANDSのセルフカバー・バージョンの編曲も同じ明石昌夫。
- 「声にならないほどに愛しい」のタイアップはテレビ朝日系『'93 パリ・ダカールラリー』テーマソング。
- C/W「DREAM AGAIN」は、高橋が初めて作詞を手がけた。
- 最高位28位ながら、20万枚に迫るヒットを記録した。

## 収録曲
編曲：明石昌夫
1. 声にならないほどに愛しい
作詞：上杉昇　作曲：織田哲郎
2. DREAM AGAIN
作詞：高橋美鈴　作曲：西本麻里
3. 声にならないほどに愛しい（Instrumental）

## 参加ミュージシャン
- 高橋美鈴 - ボーカル
- 西本麻里 - キーボード

- 上杉昇 (WANDS) - コーラス
- 岩切玲子 (SO-FI) - コーラス
- 増崎孝司 (DIMENSION) - ギター
- 明石昌夫 - プログラミング

## 収録アルバム
- MANISH（#1,2）
- MANISH BEST〜Escalation〜（#1,2）
- complete of MANISH at the BEING studio（#1）
- BEST OF BEST 1000 MANISH（#1）
- COUNTDOWN BEING（#1）